# تیم کیهیل
تیموتی فیلیگا کیهیل (انگلیسی: Timothy Filiga Cahill؛ زادهٔ ۷ دسامبر ۱۹۷۹) بازیکن پیشین فوتبال اهل استرالیا است.
تیم کهیل بازی را از تیم سیدنی یونایتد شروع و سپس به مدت ۷ سال در میلوال بازی کرد. او از سال ۲۰۰۴ تا ۲۰۱۳ به عضویت اورتون در آمد. طبق یک نظر سنجی ملی، تیم کیهیل پر افتخارترین بازیکن در تاریخ فوتبال استرالیا می‌باشد.
بعد از انجام بازی پلی آف مقدماتی جام جهانی روسیه برابر تیم ملی فوتبال سوریه، کیهیل تعداد بازی‌های ملی خود را به ۱۰۰ رساند.
وی پس از جام جهانی۲۰۱۸ در بازی دوستانه مقابل لبنان از بازی‌های ملی کناره‌گیری کرد.